# Stinfalia

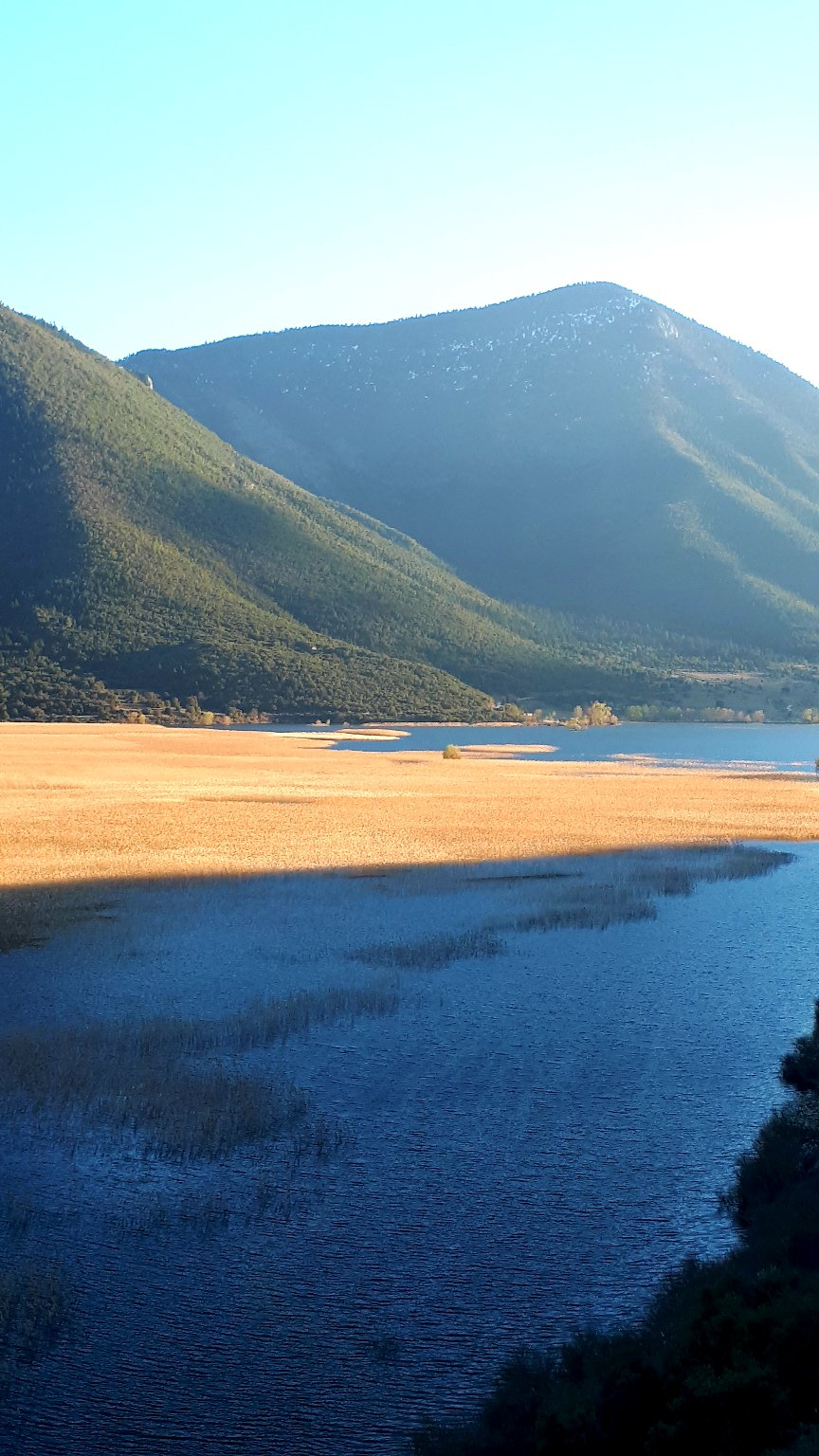

Lo Stinfalia (in greco Λίμνη Στυμφαλία, Límni Stymphalía) è un lago paludoso della Grecia. È situato su un altopiano a 600-800 metri d'altitudine alle falde meridionali del monte Cillene, fra le alture del Peloponneso nord-orientale, presso Nemea.
Alimentato solo in parte da sorgenti, il lago è drenato da vari collettori d'acqua sotterranei e da un canale, per cui il terreno risulta in gran parte asciutto e, nelle annate secche, totalmente prosciugato. L'area, un misto di macchie umide selvatiche e di zone coltivabili, viene utilizzata per l'agricoltura, la pastorizia e la caccia. Il sito è popolato soprattutto da uccelli (è un'importante stazione per la riproduzione, il transito e lo svernamento degli uccelli acquatici, fra cui specie protette come l'aquila di mare dalla coda bianca, l'Haliaeetus albicilla), da anfibi (in particolare le rane, che talora si mimetizzano a migliaia nell'erba), da piante e altri animali (come le donnole).
Vicino alle rive del lago sorgeva l'antica città di Stinfalo, nota soprattutto per una delle dodici fatiche di Eracle. Nel IV secolo a.C. fece parte prima della Lega arcadica e poi di quella di Corinto (338-337 a.C.); coinvolta nelle guerre dei diadochi, la città sostenne Poliperconte contro Cassandro I che, nel 315 a.C., la fece occupare da Apollonide. Nel 235 a.C. aderì alla Lega achea che, contrapponendosi alla Lega etolica, da un lato favorì la conquista del Peloponneso da parte di Filippo V di Macedonia e, dall'altro, provocò l'intervento romano nella regione e la sua occupazione nel 146 a.C. Qui, oltre un secolo dopo, l'imperatore Adriano fece costruire un acquedotto di 132 km per rifornire Corinto con l'acqua del lago.

## Mitologia
Anticamente si riteneva che presso il lago vivessero grandi e mostruosi uccelli con penne, becco e artigli di ferro che aggredivano i viandanti, li rapivano e li portavano con sé nella selva circostante per ucciderli e divorarli. La sesta fatica di Eracle consistette appunto nel disperdere e uccidere gli uccelli di Stinfalia; l'eroe vi riuscì con un abile stratagemma: dapprima li stanò dalla fitta vegetazione del lago (la "palude stinfalide") battendo sonoramente dei potenti sonagli di bronzo donatigli da Atena e poi li uccise con le sue frecce infallibili.